# Abbaye Saint-Martin de Limoges
L’abbaye Saint-Martin est une ancienne abbaye bénédictine de Limoges dans le Limousin, en France. Bâtie en 1012, elle est utilisée par les Feuillants de 1624 à 1791 avant d'être détruite durant la Révolution française.

## Histoire

### Ancien monastère de la région
Les premiers siècles après la construction de l’abbaye sont peu connus, la première source parlant de cet édifice est l’Abbé Pierre Coral au XIIIe siècle dans sa chronique. Il rapporte qu’un monastère dédié à Saint-Martin de Tours fut fondé vers 640 par les parents de Saint-Éloi de Noyon, et que le frère de ce dernier en fut le premier abbé. Mais que le bâtiment fut détruit au IXe siècle par Pépin Ier d'Aquitaine durant une guerre face à Charles II le Chauve. La véracité des informations est difficile à prouver, sans pour autant pouvoir dire qu’elles sont erronées, toutefois, il est sûr qu’il existait déjà une église abandonnée dans la région vers l’an 1000.

### Fondation du monastère
En 1012, l’évêque de Limoges, Hilduin, décide de fonder un monastère bénédictin dédié à Saint-Martin. Adémar de Chabannes fait mention de dons de l’évêché ainsi que du monastère Saint-Martial à la nouvelle abbaye de la ville. Monseigneur Hilduin dote l’abbaye des reliques de Saint-Juste de Cantorbéry et permet au bâtiment d’obtenir la protection de Rome. En 1031, à l’occasion du concil de Bourges, Monseigneur Jourdain de Laron fait l’éloge de ce monastère devant le Pape.
Le premier abbé de l’abbaye fut le père Rodolphe, venant de l’abbaye de Tulle, le deuxième, le père Bérenger, venait de l’abbaye Saint-Augustin-lès-Limoges. Le troisième fut l’abbé Donadieu, arrivé en décembre 1974 à l’abbaye. Selon la tradition, c’est lui qui acquiert une relique de Saint-Martin. Le quatrième fut le père Jordan, venant de Vierzon. En 1134, le premier abbé nommé par les moines du monastère est le frère Gérard, son successeur est Guillaume Ier. En 1155, Pierre de Bierre-buffière, originaire du Limousin et prêtre de Sauxillanges, succède à Guillaume. Durant son abbatiat, en 1182, le monastère est fortement endommagé lors de la répression d’une insurrection locale par Henri le Jeune. Les moines sont contraints de se réfugier dans l’abbaye de Saint-Martial. À la suite de cet épisode, Pierre quitte l’abbaye et Guillaume II lui succède en 1195. Malheureusement, il meurt dès l’année suivante dans des circonstances troubles et Richard Cœur de Lion impose au monastère le prévôt de Saint-Augustin, Raymond de Treignac, comme abbé. Bien que le souverain soit favorable à la reconstruction du monastère, rien n’est fait sous l’abbatiat de Raymond. L’abbaye est finalement reconstruite en 1235. Entre 1247 et 1276, l’abbé du monastère devient le père Pierre Coral.
Durant les guerres de Religion, l’église est une première fois détruite par les Huguenots en 1548, puis une deuxième fois en 1563. En 1624, une partie du monastère est utilisée par les Feuillants et prend le nom de Saint-Martin-Saint-Laurent. En 1791, l’État nationalise les bien de l’Église et s’empare de l’édifice religieux ; le monastère devient alors le quartier général du 12e corps d'armée. De nos jours, il ne reste plus de traces du monument.

## Bibliographique
- Jean-Martial Besse, Abbayes et prieurés de l'ancienne France, vol. 5, Paris, 1912
- Jean Becquet, « Les premiers abbés de Saint-Martin de Limoges (XIe–XIIe siècles) », Revue Mabillon, no 59,‎ 1979, p. 375-392
- Louis Bonnaud, « Les reliques de l'ancienne abbaye Saint-Martin-lez-Limoges », Bulletin de la Société Archéologique et Historique du Limousin, no 129,‎ 2001, p. 159-177
- Louis Guibert, « Les sépultures de l'abbaye de Saint-Martin-lès-Limoges et la crosse de l'archevêque Geoffroi », Bulletin de la Société Archéologique et Historique du Limousin, no 46,‎ 1898, p. 242-253
- André Lecler, Chroniques ecclésiastique du Limousin, Tulle, 1890
- (en) Ana T. Jones, Noble Lord, Good Shepherd: Episcopal Power and Piety in Aquitaine, 877–1050, Leiden, Brill, 2009